# Påskebryg
Påskebryg er en stærk lagerøl, som bryggerierne sender i handelen op til påske. De er kendetegnet ved som regel at have et højere indhold af alkohol end de traditionelle pilsnere. P-dag markerer dagen, hvor påskebryggen sættes til salg i detailhandelen.
Den første danske påskebryg var muligvis Salvator, som blev brygget på bryggeriet Thor i Randers i 1890-98. Carlsbergs første påskebryg kom som fadøl i 1905, mens Tuborg fulgte trop året efter. I 1913 kom Carlsbergs påskebryg på flaske.

## Reference
1. ↑  Historien om munkenes påskebryg | Kristeligt Dagblad